# Arrest-Goodwin
Het arrest-Goodwin is een arrest van het Europees Hof voor de Rechten van de Mens van 27 maart 1996 in de zaak van Goodwin tegen het Verenigd Koninkrijk. Het arrest betreft het bronnengeheim van de journalist. 

## De feiten van de zaak
William Goodwin had 'gevoelige' financiële informatie gepubliceerd over zware financiële moeilijkheden bij het Britse verpakkingsbedrijf Tetra Ltd. Hij had deze informatie verkregen in ruil voor de belofte zijn informatiebron niet bekend te maken. Ondanks de eisen van het bedrijf en van het Britse gerecht, weigerde Goodwin zijn bron bekend te maken. Het kwam hem op een boete te staan voor contempt of court (belediging van het hof).

## Gevolgen van het arrest
Het arrest-Goodwin heeft ervoor gezorgd dat de bescherming van journalistieke bronnen valt onder artikel 10 van het Europees Verdrag voor de Rechten van de Mens (EVRM). In beginsel hoeft een journalist zijn bron niet te onthullen tenzij er sprake is van een overwegend algemeen belang, noodzakelijk in een democratische samenleving, om dat wel te doen. Hoewel het arrest-Goodwin in het Nederlandse en Belgische recht een bron van recht is, kon men in België in politieke kringen niet om de vaststelling heen dat het bronnengeheim nog vaak feitelijk wordt genegeerd.
Er werd in België geoordeeld dat het bronnengeheim wettelijk moest geregeld worden om de Belgische wetgeving in overeenstemming te brengen met artikel 10 van het Europees Verdrag voor de Rechten van de Mens (EVRM), betreffende de vrijheid van meningsuiting. ‘Het journalistiek bronnengeheim is een component van de vrije meningsuiting. Dat werd met zoveel woorden erkend door het Europees Hof voor de Rechten van de Mens (EHRM) in het arrest-Goodwin van 27 maart 1996. In dat arrest oordeelde het EHRM dat het bronnengeheim bescherming geniet onder artikel 10 van het EVRM. Dit arrest is baanbrekend: steunend op een verdrag met rechtstreekse werking is het onmiskenbaar bindend voor de Belgische rechter. De rechter is er derhalve toe gehouden om zich te conformeren aan het arrest Goodwin. Hoewel het arrest Goodwin in ons rechtsstelsel een bron van recht is, kunnen we niet om de vaststelling heen dat het bronnengeheim nog vaak feitelijk wordt genegeerd.’ (Parl. St., Kamer, B.Z. 2003, nr. 24/1, blz. 6). Om het bronnengeheim echt afdwingbaar te maken werd er bijgevolg gekozen voor een wettelijke regeling. Die kwam er met de wet van 7 april 2005 tot bescherming van de journalistieke bronnen. Deze wet vloeide voort uit een wetsvoorstel van volksvertegenwoordiger Geert Bourgeois (Parl. St., Kamer, B.Z. 2003, nr. 24/1, blz. 1).